# Yankees (film)
Yankees (Yanks) è un film del 1979 diretto da John Schlesinger.
Il film, ambientato durante la seconda guerra mondiale, ha come protagonisti Richard Gere e Lisa Eichhorn.

## Trama
1942: Una piccola città del Lancashire scopre presto che verrà istituita nel paese una grande base dell'esercito americano. Così migliaia di soldati americani turbolenti, noti agli inglesi come "yankee", arrivano in paese. In città arriva il bello e sfacciato sergente americano Matt Dyson, in congedo. Qui incontra Jean Moreton mentre si trovava fuori dal cinema. Lei è la fidanzata di Ken, un soldato britannico che combatte all'estero, e inizialmente respinge le avances di Matt. Il sergente si dimostra però abbastanza insistente, e lei, dubbiosa sul suo rapporto con Ken, alla fine lo accetta.

## Produzione
Il regista John Schlesinger riuscì ad ottenere i finanziamenti per la produzione del film grazie al successo finanziario del suo thriller Il maratoneta uscito nel 1976.

### Riprese
Gran parte delle riprese si svolsero nell'Inghilterra del Nord tra l'aprile e l'agosto del 1978. Le città che sono state adottate come location per il film sono Oldham, Glossop, Stockport e altre zone circostanti. Il finale del film invece, dove le truppe del treno stanno per andare al fronte, è stato girato alla stazione ferroviaria di Keighley sulla linea appartenente alla Keighley e Worth Valley Railway.

## Distribuzione
Il film, distribuito dalla Universal Pictures, è stato distribuito nelle sale statunitensi a partire dal 19 settembre del 1979.

## Riconoscimenti
- 1980 - Premio BAFTA
  - Miglior attrice non protagonista a Rachel Roberts
  - Migliori costumi a Shirley Russell
  - Nomination Miglior regia a John Schlesinger
  - Nomination Miglior sceneggiatura a Walter Bernstein e Colin Welland
  - Nomination Miglior fotografia a Dick Bush
  - Nomination Miglior scenografia a Brian Morris
  - Nomination Miglior colonna sonora originale a Richard Rodney Bennett
- 1980 - David di Donatello
  - David Europeo a John Schlesinger
- 1979 - National Board of Review Awards
  - Miglior regia a John Schlesinger
  - Migliori dieci film
- 1980 - Evening Standard British Film Awards
  - Miglior film